# Rio Comissário
Der Rio Comissário, auch Água do Comissário, Córrego Ligeiro oder Rio das Vieiras genannt,  ist ein etwa 69 km langer rechter Nebenfluss des Rio Piquiri im Inneren des brasilianischen Bundesstaats Paraná.

## Geografie

### Lage
Das Einzugsgebiet des Rio Comissário befindet sich auf dem Terceiro Planalto Paranaense (Dritte oder Guarapuava-Hochebene von Paraná).

### Verlauf
Sein Quellgebiet liegt im Munizip Boa Esperança auf 578 m Meereshöhe etwa 3 km südlich der des Flugplatzes São Luiz in der Nähe der PR-468.
Der Fluss verläuft überwiegend in südwestlicher Richtung. In seinem Oberlauf durchfließt er als Água do Comissário das Munizipgebiet bis zur Grenze mit Janiópolis. Anschließend fließt er als Córrego Ligeiro entlang der Grenze zwischen Juranda und Rancho Alegre d’Oeste. Entlang von dessen Grenze zu Ubiratã trägt er den Namen Rio dos Vieiras. In seinem Unterlauf nennt er sich schließlich Rio Comissário.
Er fließt auf der Grenze zwischen den Munizipien Quarto Centenário und Ubiratã von rechts in den Rio Piquiri. Er mündet auf 286 m Höhe. Er ist etwa 69 km lang.

### Munizipien im Einzugsgebiet
Am Rio Comissário liegen die sechs Munizipien
- Boa Esperança
- Janiópolis
- Juranda
- Rancho Alegre d’Oeste.
- Quarto Centenário
- Ubiratã.